# 장규호
장규호(1995년 5월 2일 ~ )은 전 농구선수이다.

## 중앙대학교시절
중앙대학교 재학 시절에는 식스맨 또는 조커로서 활약하였다.

## 안양 KGC인삼공사시절
2017-2018시즌 신인드래프트에서 3라운드 10순위로 안양 KGC인삼공사에 지명되었다. 지명후 두터운 스쿼드 탓에 많은 경기에 출장하지 못하였다. 그러다가 2018-2019시즌 부상과 대표팀 차출로 인해 스쿼드가 비자 처음으로 1군 엔트리에 등록되어, 11월 24일 울산 현대모비스 피버스와의 경기에서 데뷔 첫 경기를 치렀다. 그러나 2019시즌 FA에서 은퇴를 선언했다.

## 학력
- 연가초등학교 졸업
- 명지중학교 졸업
- 명지고등학교 졸업
- 중앙대학교